# Alicia Albornoz Bueno
Alicia Albornoz Bueno (Quito, Siglo XX) es una académica, escritora e investigadora ecuatoriana radicada en México.

## Biografía
Nacida en Quito, Ecuador, comenzó a radicar en la Ciudad de México desde 1970. Realizó sus estudios en la Universidad Nacional Autónoma de México (UNAM) y en la Universidad Anáhuac México Norte (UA), obteniendo una licenciatura en historia.
Se ha desempeñado como profesora universitaria en instituciones de nivel superior tanto en Ecuador como en México. Parte de su investigación se centra en la genealogía y la heráldica, así como en el estudio de las culturas precolombinas. Ha publicado múltiples libro de ensayo, poesía, cuento y artículos académicos, entre los que se destacan El umbral (2007), La mujer rota (2008), Voces de la estepa divina (2009), entre otros.

### Premios y reconocimientos
Es académica correspondiente nacional de la Academia Nacional de Historia de Ecuador (ANHE). En 2006, obtuvo el Premio Nacional de Cuento Tintanueva.

## Publicaciones seleccionadas

### Cuento
- Albornoz Bueno, Alicia (2007). El umbral. México, D. F.: Tintanueva Ediciones (Oscura Palabra; 47).

### Ensayos
- Albornoz Bueno, Alicia (1994). La memoria del olvido: el lenguaje del Tlacuilo; glifos y murales de la iglesia de San Miguel Arcángel, Ixmiquilpan, Hidalgo, Teopan dedicado a Tezcatlipoca. Hidalgo: Universidad Autónoma del Estado de Hidalgo. ISBN 9789686340389.
- Albornoz Bueno, Alicia; Martínez, Raúl (1995). Participación democrática y derechos humanos relaciones entre electores y elegidos. Servicio Paz y Justicia. ISBN 9789974564138.
- Albornoz Bueno, Alicia (2009). Voces de la estepa divina. México, D. F.: Ediciones Eón. ISBN 9786077519584.

### Poesía
Albornoz Bueno, Alicia (2008). La mujer rota. Guadalajara, Jalisco: Literalia Editores.